# Sphaerodactylus cryphius
Sphaerodactylus cryphius — вид геконоподібних ящірок родини Sphaerodactylidae. Ендемік Домініканської Республіки.

## Поширення і екологія
Sphaerodactylus cryphius мешкають в долині Валле-де-Нейба та в нижніх схилах гір Сьєрра-де-Баоруко. Вони живуть в прибережних заростях та в тінистих оазах серед ксерофітних заростей. Зустрічаються на висоті до 480 м над рівнем моря.

## Збереження
МСОП класифікує цей вид як такий, що перебуває під загрозою зникнення. Sphaerodactylus cryphius загрожує знищення природного середовища. 